# Virtuális iroda
A virtuális iroda egy olyan újszerű irodai szolgáltatás, amely állandó irodabérlet nélkül magas presztízsű üzleti címet, valamint alkalmi jelleggel igénybevehető, teljes irodai infrastruktúrát biztosít egy vállalkozásnak. A virtuális irodai szolgáltatást jellemzően azon vállalkozások veszik igénybe, akik tevékenységük jellegéből adódóan egyáltalán nem, vagy alig tartózkodnak irodában, ugyanakkor fontos számukra, hogy cégük folyamatosan elérhető legyen egy színvonalas irodaházban.

## Virtuális irodai szolgáltatások
- Cégbejegyzés, székhelyszolgáltatás, székhelyszolgálat
- Recepciós szolgáltatások, üzenetek átvétele, továbbítása munkaidőben
- Saját cégtábla elhelyezése
- Dedikált üzenetrögzítő munkaidőn kívül
- Kimenő és beérkező postai küldemények kezelése, továbbítása
- Dedikált telefonszám biztosítása
- Többnyelvű recepciós és asszisztensi szolgáltatások
- Teljesen felszerelt irodahelyiség biztosítása igény szerinti időtartamban
- Tárgyaló és konferenciaterem bérlet
- Irodai eszközök (laptop, szkenner, fénymásoló, fax, projektor, flipchart) biztosítása
- Büfé, catering szolgáltatások

## Előnyei
- Költséghatékony: a tradicionális irodákkal szemben alacsonyabb bérleti díj és fenntartási költségek.
- Rugalmasság: havi bérlet.
- Biztosított szolgáltatások: üzleti cím (akár magas presztízsű), telefonközpont, postakezelés, nyomtatási és másolási szolgáltatások, titkársági szolgáltatások.
- Egyéb igénybe vehető szolgáltatások előzetes igény alapján: konferenciaterem, telefonos és videókonferenciás szolgáltatások.